# Aurélien Bouly
Aurélien Bouly (* 1978) ist ein französischer Jazz- und Fusionmusiker (Gitarre, Drumcomputer), der zunächst als Leiter der Swing-manouche-Gruppe Tarné Spilari hervortrat.

## Leben und Wirken
Bouly, der aus einer Manouchefamilie stammt, besuchte bereits in der Kindheit mit seinem Vater Konzerte im La Chope des Puces. Früh lernte er Gitarre; Vorbild war nicht alleine Django Reinhardt, sondern ebenso George Benson, Pat Martino und der Argentinier Luis Salinas. Zum Berufsmusiker wurde er 1995, als er fast jeden Abend an den Pariser Café-Konzerten in der Rue Oberkampf teilnahm, die damals sehr beliebt waren. Zunächst spielte er zwei Jahre lang mit dem Gitarristen PtiFrère Ziegler sowie mit der Gruppe Am Ketenes, mit der er beim Off-Festival in Samois-sur-Seine teilnahm und an den Aufnahmen ihres ersten Albums mitwirkte. 
2007 nahm er in einem frühen Projekt des Electro Swing von José Le Gall (der vor allem für Michel Fugain und Gérard Lenormand arbeitete) die CD Electro Swing Lady für Kosinus auf. Schon zuvor arbeitete er mit dem Geiger Shàrl Dragan zusammen,  mit dem er die Gruppe Tarné Spilari gründete, die 2008 ihr Studioalbum  Ap i platsa veröffentlichte; 2011 folgte ein Live-Album. Aus dieser Gruppe entwickelte er sein Latin Jazz Manouche Concept, das eklektisch Salsa und Latin Jazz mit dem Swing Manouche mischte; 2011 und 2015 legte er zwei Alben mit Latin Jazz Manouche Concept vor; dem folgte die EP Aurélien Bouly con Lester Alonso Latin Mixtape. 
Daneben trat er 2012 weiterhin als Interpret des Gypsy Jazz in England im Trio mit Gary Potter und Ritary Gaguenetti und bei der Soiree Djangostation an der Seite von Angelo Debarre auf. Beim Jazzfestival in Stockholm spielte er mit Gustav Lundgren. Gemeinsam mit Ducato Piotrowski, Hervé Gaguenetti und Trompeter Sid Gault entstand 2015 in der Londoner QuecumBar das Album The Three Gypsy Patrons. Mit Stephane Morin und Lester Alonso Vazquez arbeitet er im Trio Sunset. Auf seinem Album Zulu (2018) spielt er in Reminiszenz an die 1980er Jahre Nu Jazz. Weiterhin arbeitete er mit Joscho Stephan, Michel Randria und Tim Kliphuis; auch ist er auf Aufnahmen von Guy Marchand zu hören.